# Villa Caro

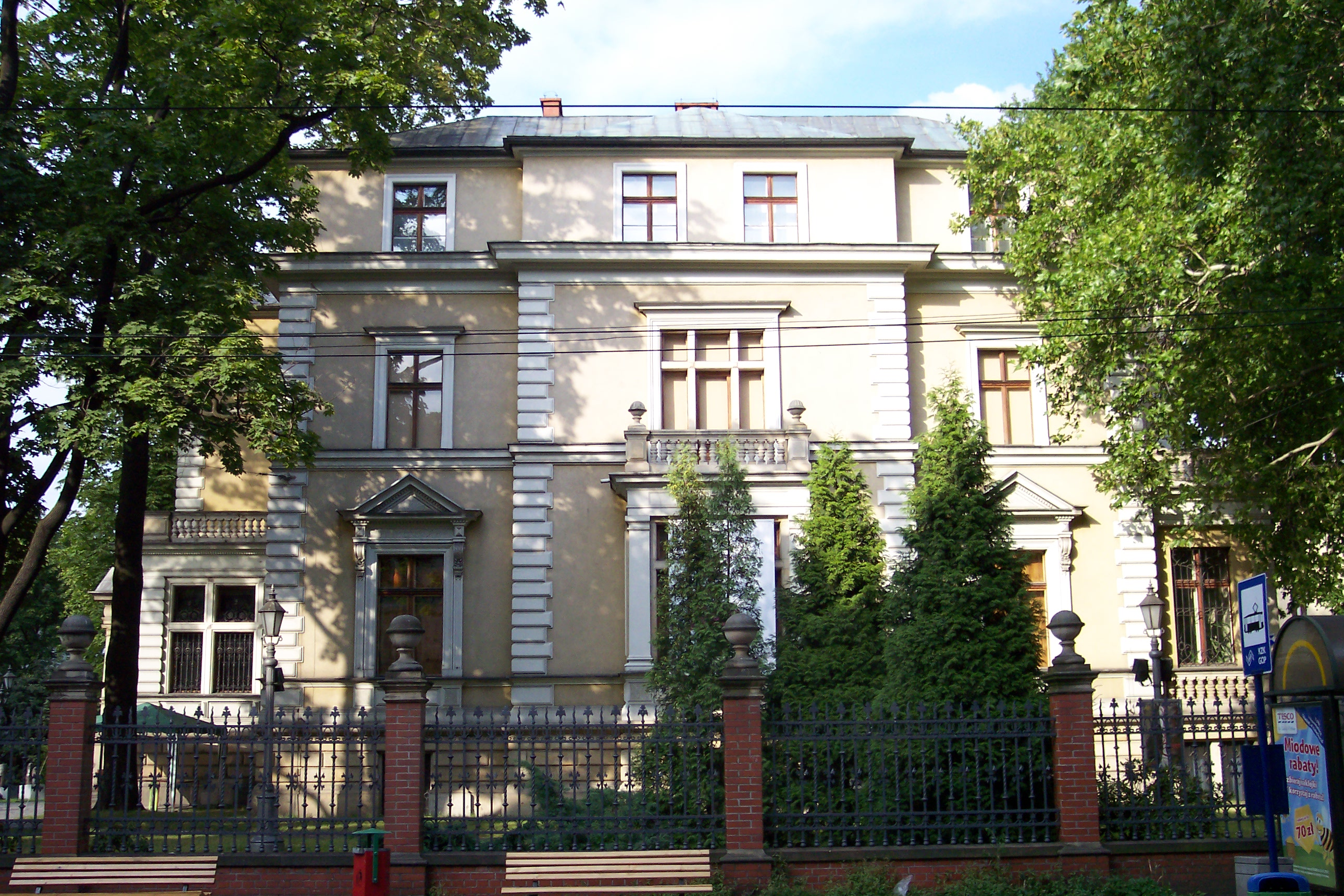
Die Villa Caro

Die Villa Caro ist ein historistisches Gebäude in Gliwice (Gleiwitz) und Sitz des Museums in Gliwice.

## Lage und Beschreibung
Die Villa Caro befindet sich in der Innenstadt an der Niederwallstraße (ulica Dolnych Wałów) in Nähe der Altstadt. Sie wurde für den oberschlesischen Industriellen Oscar Caro im Neorenaissancestil erbaut. Seit 1934 gehört die Villa Caro dem Oberschlesischen Museum in Gleiwitz und ist seit 1945 Sitz des Museums. Zwischen 1991 und 2000 wurde das Gebäude aufwendig renoviert.
Der Entwurf von 1885 für die Villa Caro stammt von den Architekten Ernst von Ihne und Paul Stegmüller, der aber in der vorgelegten Form nicht verwirklicht wurde. Übernommen wurden die Grundrissanordnung sowie als wesentliche Elemente u. a. die Prachttreppen und die Anordnung der Repräsentationsräume.
Vor der Villa befindet sich das Denkmal „Wachender Löwe“.

## Abteilung Villa Caro des Museums in Gliwice
Die Abteilung Villa Caro beherbergt die Abteilung für Kunst und Kunstgewerbe und den Fachbereich Ethnografie. Im Museum befinden sich die Dauerausstellung der Wohnräume der Villa Caro und die Ethnografische Dauerausstellung.